# 牛能言
牛能言是中国的妖怪，《呂氏春秋》曰:「亂國之妖,牛能人言。」京房曰:「牛能言,如其言, ...能如其言占吉凶。在牛郎织女传里，也有会说话的牛，告诉自己主人金郎,在他明日午飯之時,有性命之憂。

## 原文
騁懼而還,犬又言曰:「歸何早也?」尋後牛又人立而行。騁使善卜者卦之,謂曰:「天下將有兵亂,為禍非止一家。」其年,張昌反,先略江夏,騁為將帥,於是五州殘亂,騁亦族滅。京房易傳曰:「牛能言,如其言占吉凶。」易萌氣樞曰:「人君不好士,走馬被文繡,犬狼食人食, 
忽言曰：“天下方乱，吾甚极为，乘我何之？”骋及从者数人皆惊怖。因绐之曰：“令汝还，勿复言。”乃中道还，至家，未释驾。又言曰：“归何早也？”骋益忧惧，秘而不言。安陆县有善卜者，骋从之卜。卜者曰：“大凶。非一家之祸，天下将有兵起。一郡之内，皆破亡乎！”骋还家，牛又人立而行。百姓聚观。其秋,張昌賊起,先略江夏,誑曜百姓,以漢祚復興,有鳳凰之瑞,聖人當世。從軍者皆絳抹頭,以彰火德之祥。百姓波蕩,從亂如歸,騁兄弟並為將軍都尉,未幾而敗。於是一郡破殘,死傷過半,而騁家族矣。京房《易妖》曰:「牛能言,如其言